# 도가시촌
도가시촌(富樫村)은 이시카와현 이시카와군에 존재했던 촌이다.

## 지리
- 현재의 가나자와시 남부에 위치하며 평야에서 고지대 지역이다. 현재의 이즈미노, 다카오 주변 지역에 해당한다.
- 1935년에 가타즈촌. 아와가사키촌. 요네마루촌. 구라쓰키촌, 오노정과 함께 가나자와시에 편입합병되어 가나자와시의 지역이 되었다.

## 역사
- 가구 수는 291가구, 인구는 1,818명(모두 1920년 당시).
- 1488년 6월부터 시작된 조쿄의 난에서는 후카시 마사무네가 다카오성을 둘러싸고 가가 일향 반란군과 격렬한 공방을 벌였다. 그러나 전쟁 자금이 고갈되고 농민의 협력도 얻지 못해 1489년 자결하게 된다.

## 연혁
- 1889년 4월 1일 - 정촌제 시행에 의해 엔고지촌, 야마시나촌, 다카오촌, 후시미진, 구보촌, 기요세촌, 쓰보노촌, 데라지촌, 구라게타케촌의 구역을 가지고 도가시촌이 성립하였다.
- 1935년 12월 16일 - 가타즈촌. 아와가사키촌. 요네마루촌. 구라쓰키촌, 오노정이 가나자와시에 편입되었다.

## 참고문헌
- 角川日本地名大辞典 17 石川県 - 角川書店
- 「書府太郎」石川県大百科事典改訂版 - 北國新聞社
- 金沢・町物語 町名の由来と人と事件の四百年 - 能登印刷出版部